# Silometopoides asiaticus
Silometopoides asiaticus is een spinnensoort in de taxonomische indeling van de hangmatspinnen (Linyphiidae).
Het dier behoort tot het geslacht Silometopoides. De wetenschappelijke naam van de soort werd voor het eerst geldig gepubliceerd in 1995 door Kirill Yuryevich Eskov.